# Sewenny

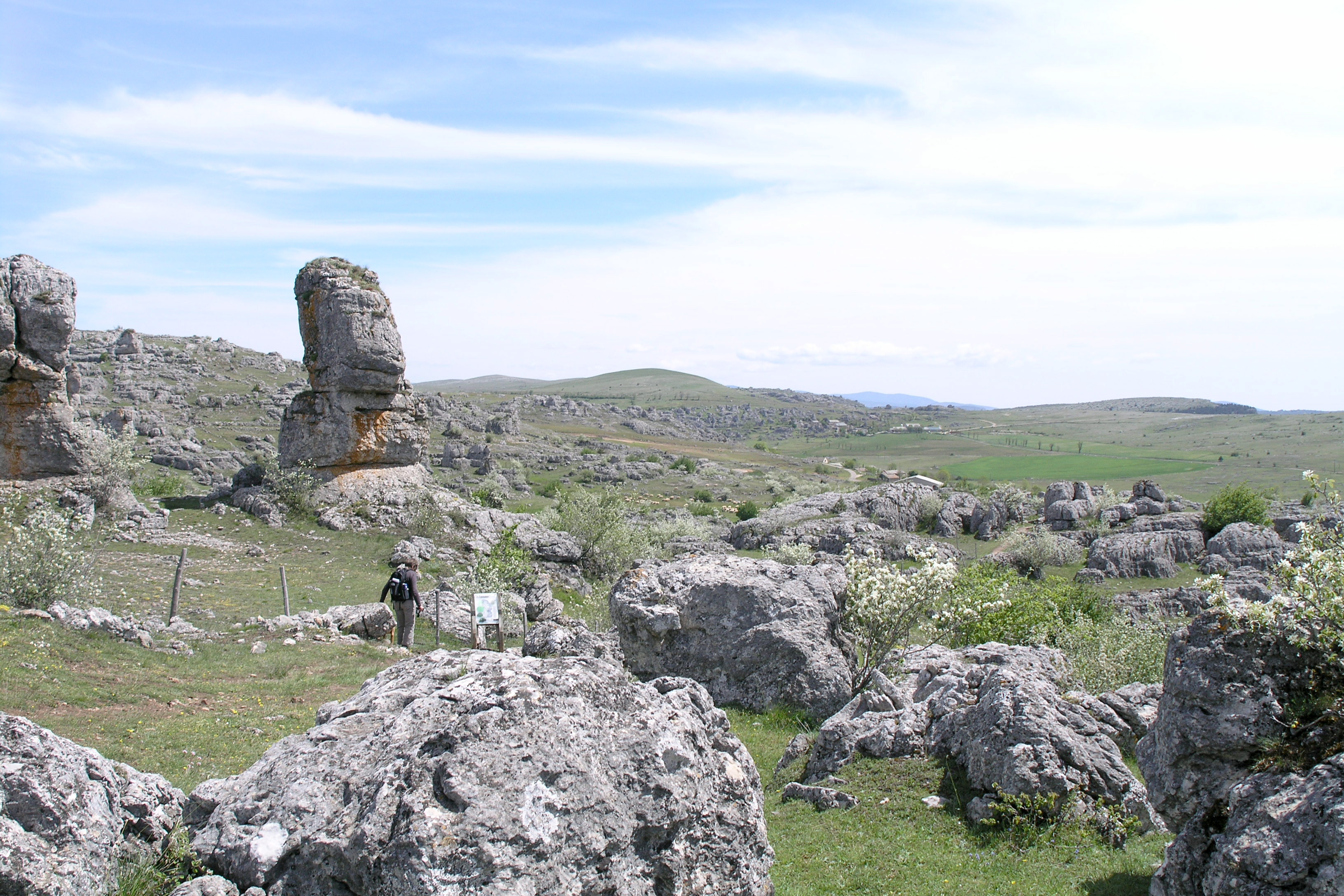
Krajobraz Sewennów

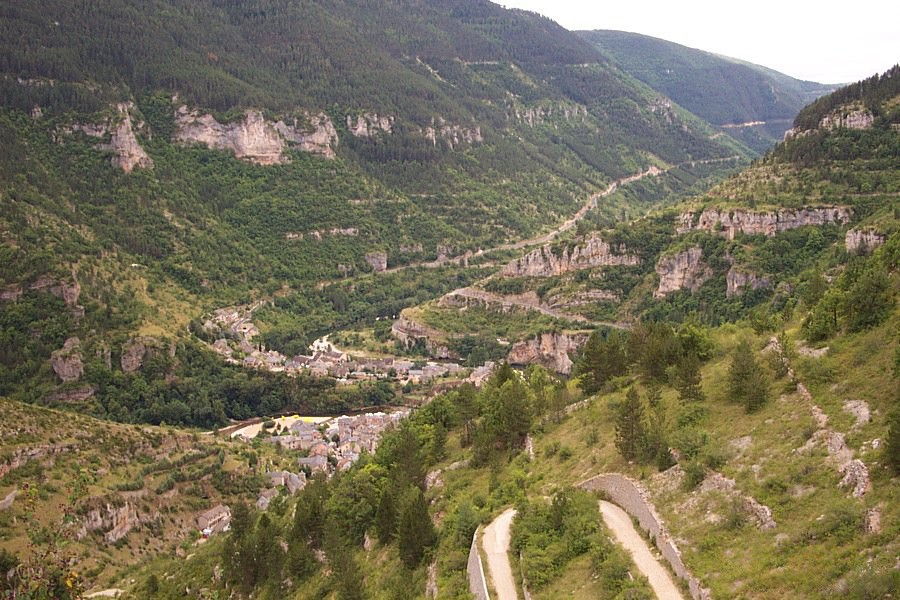
Miasto Sainte-Enimie i Gorges du Tarn

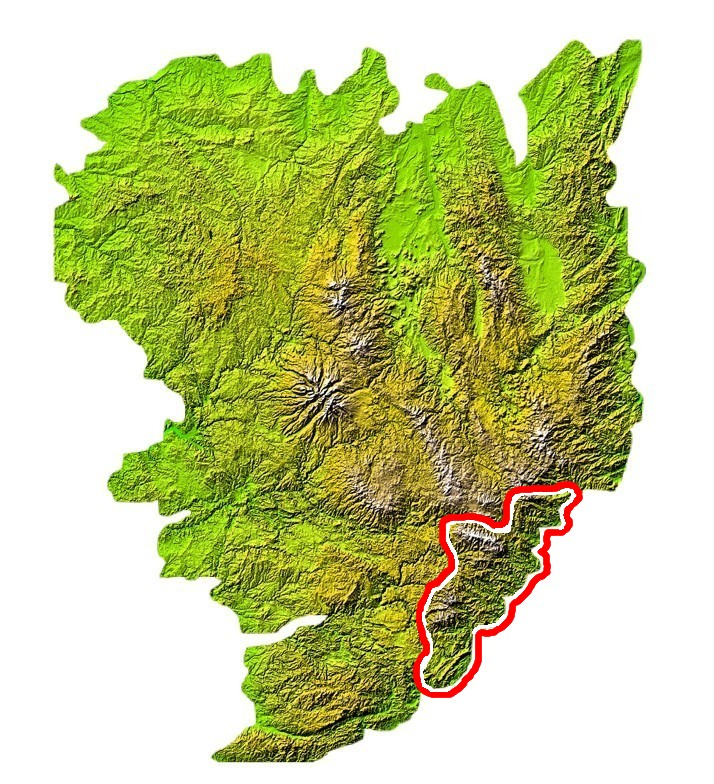
Położenie Sewennów w Masywie Centralnym

Sewenny (fr. Cévennes, oksyt.: Cevenas) – łańcuch górski we Francji, w południowej części Masywu Centralnego. Znajduje się w departamentach Gard, Lozère, Ardèche i Hérault.
Nazwą tą określa się również część sąsiedniej niziny w okolicach miasta Alès.

## Opis
Sewenny znajdują się w południowo-wschodniej części Masywu Centralnego. Rozciągają się z południowego zachodu na północny wschód. Jest to łańcuch niskich i średnich gór w postaci kilku prawie równoległych grzbietów, zbudowanych głównie z granitów, łupków i wapieni, pocięty licznymi głębokimi dolinami rzecznymi. Poszczególne grzbiety mają różny przebieg. Najwyższymi szczytami są kulminacje Pic du Finiels (1699 m n.p.m.) i Le Pic'Cassini (1680 m) w masywie Mont Lozére. Drugim pod względem wysokości grzbietem jest Massif Mont Aigoual (1567 m n.p.m.), który na swej południowej stronie opada stromym, 1100-metrowej wysokości zboczem do doliny rzeki L'Hérault i poprzez który biegnie szlak turystyczny "Cztery tysiące schodów". Pomiędzy Lozére i Aigoul przebiega inny wysoki grzbiet o nazwie Montagne du Bouges, w najwyższym punkcie (Signal de Vantalon) osiągający 1350 m n.p.m. Na południe i południowy zachód od Aigoual istnieją jeszcze dwa wysokie płaskowyże z kulminacjami Montagne du Aulas (1417 m n.p.m.) i Montagne du Lingas z La Luzette (1445 m n.p.m.).
Panuje tu klimat śródziemnomorski ze znacznymi opadami w okresie jesień – wiosna i częstymi katastrofalnymi suszami w lecie. Charakterystyczne dla Sewennów są krótkotrwałe, gwałtowne burze ze znacznymi opadami deszczu nadciągające od południowego wschodu, niosące z sobą pyły z Sahary i powodujące lokalne powodzie.
Od 1970 istnieje tu park narodowy, jeden z największych we Francji. Chroni on 2250 gatunków roślin i bogatą faunę, m.in. sępy, jelenie, kozice i bobry.

## Historia
Nazwa pochodzenia celtyckiego Cebenna oznacza "grzbiet", w języku łacińskim zmieniona została na Cevenna.
Sewenny są znane jako miejsce powstania kamizardów (1702–1709), którego krwawe stłumienie wyludniło i spustoszyło region (skutki widoczne są do dzisiaj).
W latach 1764–1767 były nawiedzone przez "Bestię z Gévaudan" – przypuszczalnie ogromnego wilka, który zabił około 100 osób, a co najmniej 30 zranił.
Pasmo zostało rozsławione przez pioniera turystyki Roberta Louisa Stevensona, który zwiedził region w 1878.
W latach 1940–1945 miał tu bazy i kryjówki francuski ruch oporu.
Obecnie jest to jeden z najbardziej popularnych we Francji regionów turystycznych.

## Gospodarka
Nieliczna i żyjąca w rozproszonych, małych osadach ludność utrzymuje się głównie z turystyki (przede wszystkim tzw. turystyki ekologicznej), w mniejszym stopniu z hodowli kóz i owiec, a także z sadownictwa (kasztan jadalny i morwa). Istnieją niewielkie zakłady przemysłu drzewnego i tkalnie jedwabiu.